# Rafael Rodríguez Padilla
Rafael Rodríguez Padilla (Guatemala, 23 de enero de 1890-24 de enero de 1929) fue un pintor y escultor guatemalteco. Se suicidó por motivos políticos después de cumplir 39 años.
Estudió en Guatemala en el taller de Justo de Gandarias y con el escultor venezolano Santiago González. Bajo la influencia de Jaime Sabartés fue otro de los artistas que viajó al extranjero para conocer de cerca los movimientos de vanguardia. Viajó a Madrid, España, donde ingresó a la Academia de San Fernando para hacer estudios de pintura. Estudió con el escenógrafo, pintor y escultor Luis Muriel y López. Fue el primer representante de una familia de larga tradición artística, entre los que se cuentan Jacobo Rodríguez Padilla, hijo suyo, Zipacná de León e Iván de León Rodríguez (nietos) y Jorge de León (bisnieto), entre otras figuras artísticas muy conocidas en Guatemala.

## Pintura
En España conoció la obra del impresionista Joaquín Sorolla, la cual influiría en la mayoría de su producción pictórica. Aunque el impresionismo era ya un estilo que había dejado de tener vigencia en Europa, Rodríguez Padilla profesó una profunda admiración por el artista español, cuya huella puede percibirse en toda su producción pictórica. Retornó a Guatemala en 1916.
Su pintura tuvo variadísimos cambios, todos aplicados con maestría. Su primera época, antes de su viaje a España, se caracteriza por pintura de tonos obscuros. Posteriormente, como gran colorista, supo imprimir a sus obras matices y atmósferas de extraordinaria luminosidad, especialmente en los retratos de diferentes personalidades de la época. De sus obras más características se encuentran “Desnudo en escorzo”, “Desnudo del reflejo”, “Retrato de Jaime Sabartés”, “Retrato de Dr. Manuel Morales”, “Retrato de Juana Padilla” (premio Centroamericano de pintura), “Retrato de Eduardo de La Riva”, “Retrato de Adalberto Saravia”.
El mismo proceso del claroscuro a la luminosidad se nota en sus bodegones, intermedio de estos es “El Tamal” (Museo Nacional de Arte Moderno de Guatemala). En los últimos años de su vida el artista se acercó a las soluciones geométricas del cubismo. En esta breve etapa produjo tres únicos bodegones donde introdujo elementos de la artesanía guatemalteca y la tendencia general de americanizar las obras. Uno de estos lleva por título “Pelando Papas” el cual fue exhibido en Estados Unidos y México en una exposición itinerante de la Universidad de Yale.
Participó en varias exposiciones colectivas. Obtuvo el Premio Nacional en 1920 y el primer premio en pintura en la Exposición Centroamericana del 15 de septiembre, en 1921.

## Escultura

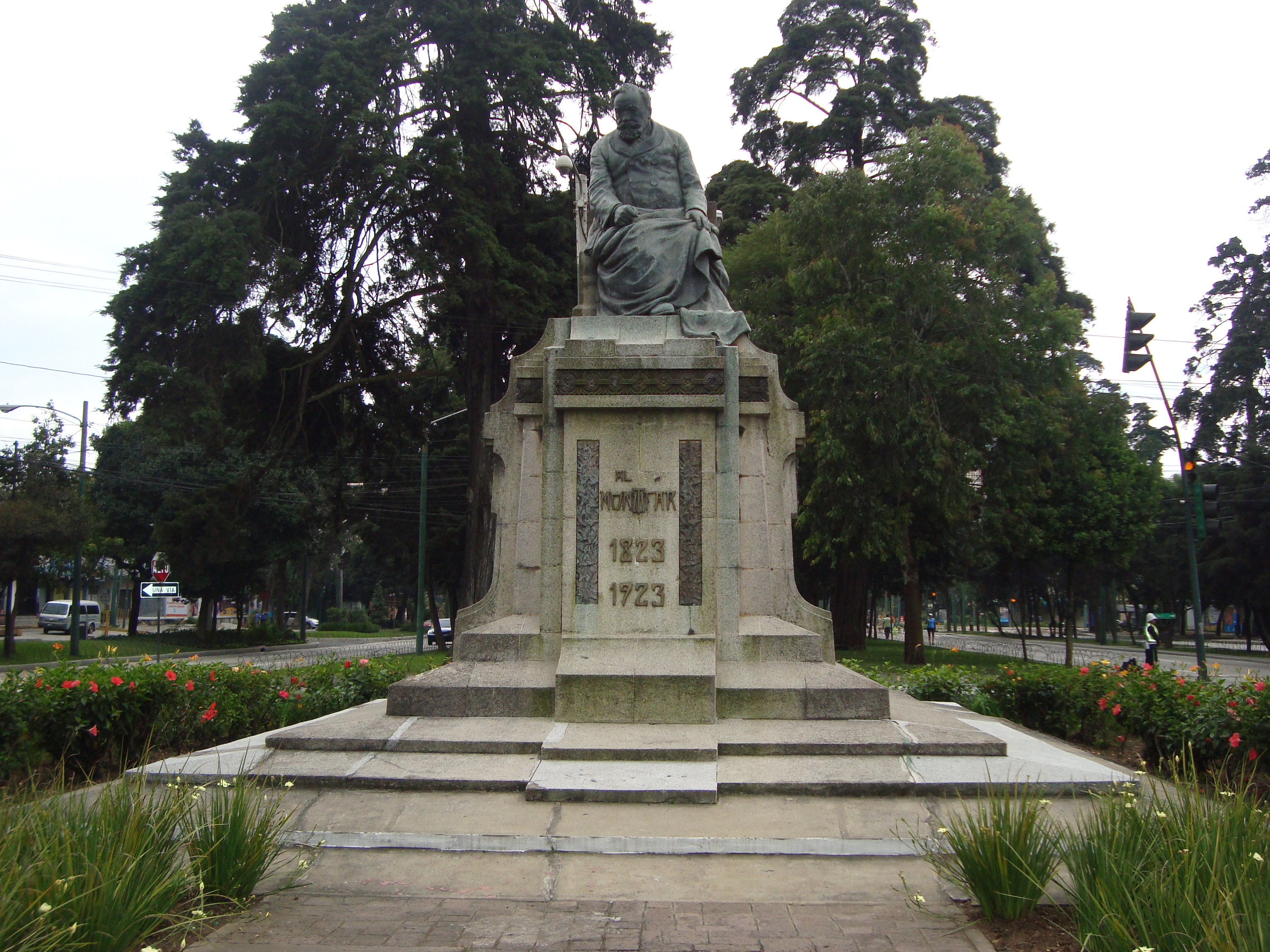
El monumento al Dr. Lorenzo Montúfar en la Avenida de la Reforma en la Ciudad de Guatemala es su obra más conocida.

Entre sus obras más conocidas se encuentran los monumentos dedicados a José Milla y Vidaurre en el Parque Enrique Gómez Carrillo, Medallón de Beethoven (Conservatorio Nacional de Guatemala), monumento del general José María Orellana (Tipografía Nacional), monumento al teniente coronel e ingeniero  Francisco Vela, «El Cristo» (Iglesia de Malacatán), Luis Pasteur (Facultad de Medicina de la Universidad de San Carlos) y monumento al Dr. Lorenzo Montúfar que hizo junto con el español Cristóbal Azori. Hizo además un mausoleo de estilo egipcio para la familia Castillo, en el Cementerio General de la Ciudad de Guatemala. Impartió clases de dibujo y fue fundador y primer director de la Academia Nacional de Bellas Artes (1922), conocida ahora como Escuela Nacional de Artes Plásticas, que lleva su nombre.